# L'Aventure en Eldorado

L'Aventure en Eldorado (Doomed Caravan) est un western américain réalisé par Lesley Selander, sorti en 1941.

## Fiche technique
Sauf indication contraire, les informations mentionnées dans cette section peuvent être confirmées par la base de données cinématographiques IMDb,  présente dans la section « Liens externes ».
- Titre : L'Aventure en Eldorado
- Titre original : Doomed Caravan
- Réalisation : Lesley Selander
- Scénario :
- Musique :
- Photographie :
- Montage :
- Société de production : Harry Sherman Productions United Artists
- Pays de production :  États-Unis
- Durée : 62 minutes
- Dates de sortie :
  - États-Unis : 10 janvier 1941
  - France : 29 juin 1948

## Distribution
- William Boyd : Hopalong Cassidy
- Andy Clyde : California Carlson
- Russell Hayden : Lucky Jenkins
- Minna Gombell : Jane Travers
- Morris Ankrum : Stephen Westcott
- Georgia Ellis (en) : Diana Westcott
- Trevor Bardette : Ed Martin
- Pat J. O'Brien : Henchman Jim Ferber
- Ray Bennett (en) : l'acolyte Pete Gregg
- José Luis Tortosa : Gouverneur Don Pedro